# Крохалёв, Анатолий Ильич
Анатолий Ильич Крохалёв (20 ноября 1910 — 1 октября 1994) — советский военно-морской лётчик. Герой Советского Союза (7.02.1940). Полковник (26.04.1940).

## Биография
Анатолий Крохалёв родился 20 ноября 1910 года в городе Перми. По окончании средней школы в Перми уехал в Севастополь и работал авиамотористом в Севастопольской школе морских лётчиков. 
На службе в РККФ СССР с июня 1930 года. В 1931 году окончил Ленинградскую военно-теоретическую школу лётчиков, в 1933 году — Военную школу морских лётчиков и лётчиков-наблюдателей имени И. В. Сталина в Ейске. С июня 1933 года служил младшим лётчиком в отдельном авиаотряде бригады торпедных катеров Морских сил Балтийского моря, с мая 1934 — младшим лётчиком в 52-м отдельном авиаотряде флота. С октября 1936 года был инструктором по технике пилотирования 20-й отдельной дальнеразведывательной эскадрильи, а с апреля по декабрь 1938 года командовал эскадрильей 57-го скоростного бомбардировочного авиационного полка ВМФ. В 1938 году вступил в ВКП(б). В 1939 году окончил Высшие авиационные курсы усовершенствования лётчиков в Липецке.
После окончания учёбы Крохалёва назначили дублером командира 57-го скоростного бомбардировочного авиационного полка ВМФ, но уже в ноября 1939 года он стал командиром 1-й отдельной бомбардировочной эскадрильи 10-й авиационной бригады ВВС Балтийского флота. В 1939—1940 годах принимал участие в советско-финской войне. Возглавляемая им эскадрилья к началу февраля 1940 года совершила 190 боевых вылетов, в ходе которых уничтожила 6 транспортов, 2 железнодорожных эшелона, 4 склада, 1 самолёт противника, а также разрушила железную дорогу у станции Экенес. Командир эскадрильи капитан Крохалёв лично совершил 30 боевых вылетов. По воспоминаниям его тогдашнего сослуживца будущего дважды Героя Советского Союза В. И. Ракова, в одном из вылетов от попадания вражеского снаряда возник пожар и на Крохалёве загорелась одежда. Продолжая удерживать самолёт на курсе одной рукой, другой он срывал с себя горящую одежду. Оставшись голым по пояс на морозе при сильном ветре и несмотря на сильнейшие ожоги 1-й степени, довёл самолёт до базы и выполнил посадку.
Указом Президиума Верховного Совета СССР от 7 февраля 1940 года за «образцовое выполнение боевых заданий командования на фронте борьбы с финской белогвардейщиной и проявленные при этом отвагу и геройство» капитану Крохалёву Анатолию Ильичу присвоено звание Героя Советского Союза с вручением ордена Ленина и медали «Золотая Звезда».
После выздоровления с апреля 1940 года командовал 73-м бомбардировочным авиационным полком ВВС Балтийского флота. Будучи в феврале 1940 года в звании капитана, через три месяца стал уже полковником.
В боях Великой Отечественной войны полковник Крохалёв участвовал с июня 1941 года. С июня 1941 года воевал заместителем командира 73-го авиаполка (причина такого понижения в должности не известна), в октябре 1941 года вновь стал его командиром. Участвовал в Прибалтийской и Таллинской оборонительных операциях, в обороне Ленинграда. К декабрю 1941 года выполнил 15 боевых вылетов, в одном из них при атаке немецких позиций у п. Мга его самолёт был сбит и лётчику пришлось покидать его на парашюте. За эти подвиги представлен к награждению орденом Красного Знамени в декабре 1941 года, но награждён был по этому наградному листу уже после войны, в сентябре 1945 года!
В августе 1942 года Крохалёв снят с должности командира полка новым командиром 8-й бомбардировочной авиационной бригады ВВС Балтийского флота полковником Е. Н. Преображенским. После пребывания в распоряжении начальника ВВС ВМФ в октябре 1942 года он стал лётчиком-испытателем 6-го отдела Управления ВВС ВМФ. С июня 1943 года — помощник командира 29-го бомбардировочно-пикировочного авиационного полка ВВС Северного флота, участвовал в обороне Заполярья. С февраля 1944 по октябрь 1945 года командовал учебной эскадрильей на Высших офицерских курсах ВВС ВМФ СССР в Моздоке. 
С октября 1945 года учился в Военной академии командного и штурманского состава ВВС Красной Армии, но академию не окончил. С июня 1946 года служил в ВВС Тихоокеанского флота: старший инспектор по бомбардировочной авиации Управления ВВС флота, с апреля 1947 — старший инспектор-лётчик лётной инспекции Управления ВВС флота, с июля 1947 — помощник по лётной подготовке и воздушному бою командира 10-й авиационной дивизии пикирующих бомбардировщиков, с ноября 1947 — заместитель командира 89-й минно-торпедной авиационной дивизии ВВС 5-го ВМФ.
С января 1949 года был лётчиком-испытателем и старшим лётчиком-испытателем лётно-испытательной станции НИИ № 15. С октября 1952 года командовал эскадрильей 65-го отдельного транспортного авиаполка Авиации ВМС. В отставке с мая 1957 года.
Жил в Москве. Работал во Всесоюзном обществе «Знание». Умер 1 октября 1994 года. Похоронен в Москве на кладбище «Ракитки». 

## Награды
- Герой Советского Союза (7.02.1940)
- Два ордена Ленина (7.02.1940, 30.12.1956)
- Два ордена Красного Знамени (4.09.1945, 2.06.1951)
- Орден Отечественной войны 1-й степени (11.03.1985)
- Орден Красной Звезды (3.11.1944)
- Ряд медалей СССР
- Почетный гражданин города Пермь (1980)[9]

## Память
- Имя Героя носят школа и микрорайон в Перми[10].
- Установлена мемориальная доска А. И. Крохалеву на здании № 20 по улице 1905 года в Перми (Музей Пермской артиллерии).
- Установлена мемориальная доска в здании школы № 47 города Перми: «Здесь учились Герои Советского Союза: А. В. Гашков, А. И. Крохалев, С. Ф. Куфонин, И. Г. Лядов, В. А. Полыгалов, В. И. Сафонов, Е. М. Ежов»[11].